# Euphylidorea phaeostigma
Euphylidorea phaeostigma là một loài ruồi trong họ Limoniidae. Chúng phân bố ở miền Cổ bắc.